# Георг Ельзер
Йоган Георг Ельзер (нім. Johann Georg Elser, 4 січня 1903, Гермарінген — 9 квітня 1945, концтабір Дахау) — німецький тесляр та борець німецького Руху Опору. Організатор та виконавець невдалого замаху на Адольфа Гітлера в мюнхенському пивному залі Бюргербройкелері 8 листопада 1939 року під час виступу фюрера з нагоди річниці Пивного путчу. У результаті вибуху саморобного вибухового пристрою, зібраного Ельзером, загинули 8 та було поранено 62 особи, проте Гітлер не зазнав жодних уражень, оскільки покинув залу раніше. Арештований того ж вечора, Ельзер до кінця життя перебував у концентраційному таборі Дахау, де був страчений за 20 днів до визволення табору американськими військами.